# National Center for Atmospheric Research

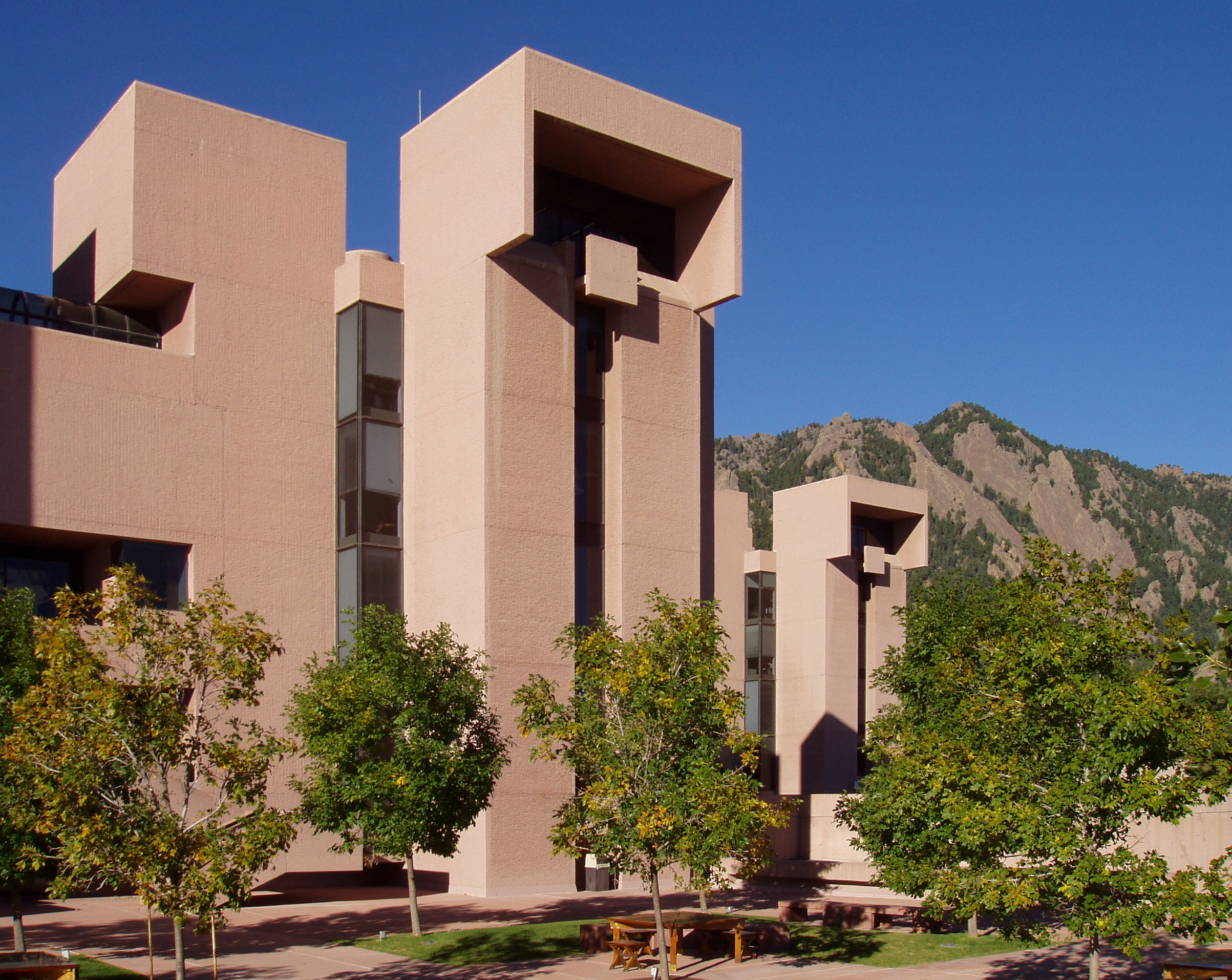
NCAR Mesa Laboratory, Boulder, Colorado

Das National Center for Atmospheric Research (NCAR) ist ein US-amerikanisches Forschungsinstitut aus dem Bereich der Atmosphärenwissenschaften. 

## Ziele und Forschungsgebiete
Zu den Zielen von NCAR gehört die Erforschung der Erdatmosphäre und der ihr zugrunde liegenden physikalischen Prozesse, aber auch atmosphärisch bedingten gesellschaftlichen Auswirkungen und Einflüssen auf Ökosysteme. Dazu wird auch eng mit verschiedenen nationalen und internationalen Universitäten zusammengearbeitet. Der Hauptsitz von NCAR, das Mesa Laboratory, befindet sich in Boulder, Colorado. Daneben betreibt das Institut noch eine Reihe andere Standorte in Boulder und an anderen Orten in den USA.
Zu empirischen Forschungszwecken unterhält das NCAR eigene Flugzeuge zur Atmosphärenforschung, bodengestützte Observatorien und ist an der Entwicklung und dem Betrieb verschiedener Satelliten beteiligt. Daneben befinden sich mehrere der leistungsfähigsten Supercomputer im Bereich der Atmosphärenwissenschaften im Besitz des NCAR. Diese werden u. a. für die Entwicklung und Berechnung von Klimamodellen und anderen Simulationen von geophysikalischen Prozessen genutzt. Insbesondere in diesem Bereich der computergestützten Analyse und Verarbeitung geophysikalischer Daten und der Modellierung entsprechender Prozesse ist das NCAR eine der führenden Forschungseinrichtungen. 

## Finanzierung
Die Finanzierung des Forschungszentrums erfolgt in erster Linie über die National Science Foundation. Weitere Bestandteile des Budgets stammen aber auch aus Mitteln der US-Regierung und ihren Behörden, anderen Staaten und dem privaten Sektor. Insgesamt stammen direkt oder indirekt rund 95 % des NCAR-Budgets aus US-Bundesmitteln. Der Gesamtetat betrug im Jahr 2010 etwa 227 Millionen US-Dollar.

## Geschichte
Das NCAR wurde 1960 in einer Zusammenarbeit der National Science Foundation und der University Corporation for Atmospheric Research (UCAR), einem Konsortium von rund 75 Universitäten aus dem Bereich der Atmosphärenwissenschaften, gegründet. Während die National Science Foundation dabei die Finanzierung übernahm, wird das Management von UCAR durchgeführt. 2010 waren am NCAR 1554 Menschen beschäftigt, rund die Hälfte davon Wissenschaftler, Ingenieure und Entwickler. Trotz der fast ausschließlichen Finanzierung aus Bundesmitteln sind die Angestellten jedoch keine Bundesangestellten.

## Mesa Laboratory

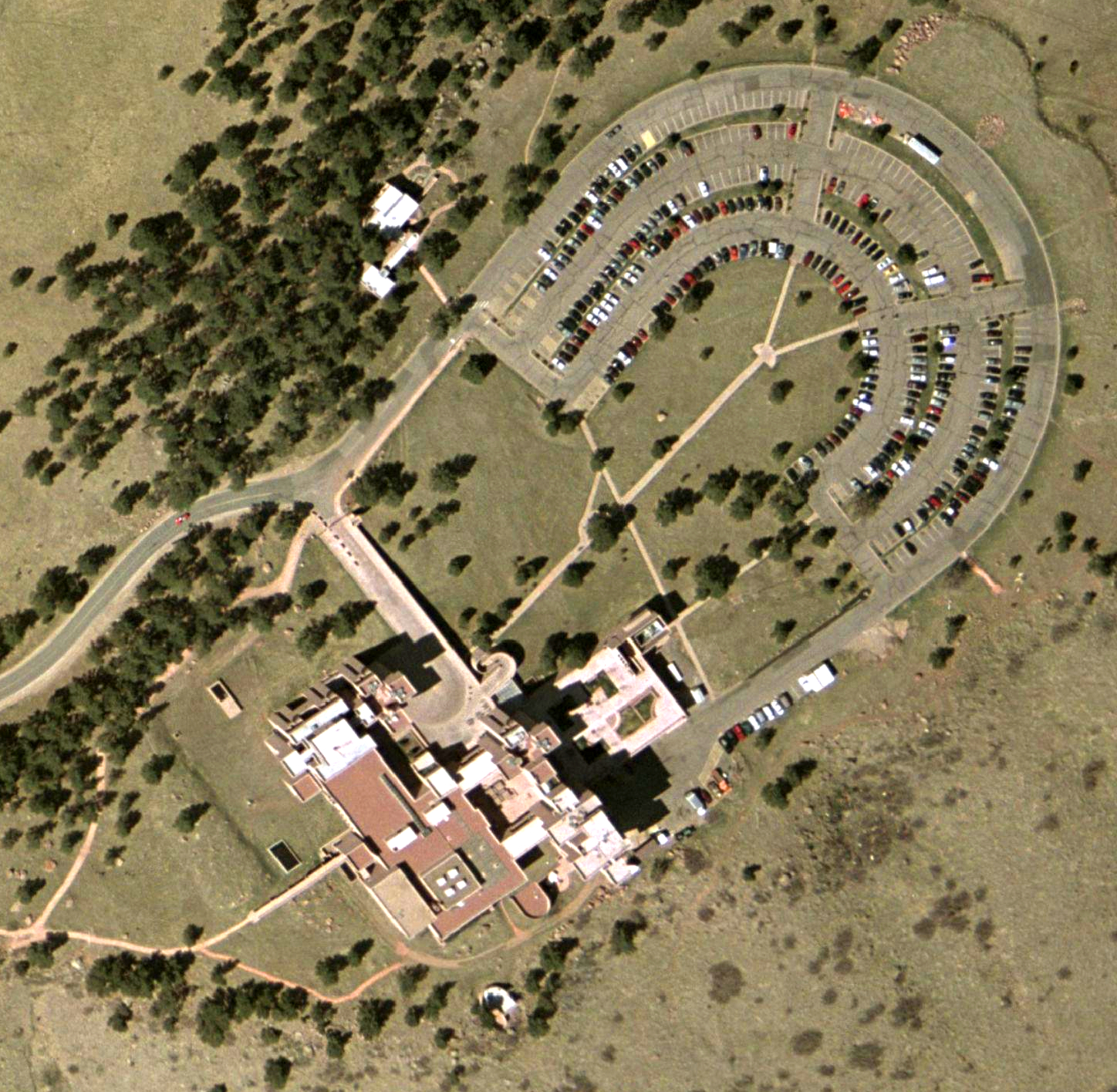
Luftbild des Laborkomplexes

Im Jahr 1960 berief die UCAR Walter Orr Roberts als Gründungsdirektor des NCAR und bestimmte die Table Mesa unter den Flatirons als Ort zur Errichtung eines Laborgebäudes. Der Staat Colorado erwarb die 2,29 km² große Fläche und stellte sie dem NCAR zur Verfügung, nachdem vereinbart wurde, diese ausschließlich für das Laborgebäude zu erschließen. Roberts wurde vom damaligen Dekan der Fakultät für Architektur am Massachusetts Institute of Technology, Pietro Belluschi, bei der Auswahl des Architekten beraten. Ein Expertenkomitee, das aus den Architektur-Dekanen der an der UCAR beteiligten Universitäten bestand, bestimmte schließlich I. M. Pei als Architekten für das Vorhaben. Bis zu diesem Zeitpunkt war Pei vor allem für seine städtebaulichen Projekte und für seinen innovativen Einsatz von Beton als Baumaterial bekannt, es fehlten ihm jedoch Erfahrungen im ländlichen Raum und bei Laborgebäuden. Von 1962 bis 1964 widmete Pei einen großen Teil seiner Zeit dem Entwurf des Laborgebäudes. Ein frühes Stadium sah einen einzigen hohen Turm vor, später wurde drei fünfgeschossigen Türmen in einem dorfartigen Komplex der Vorzug gegeben.
Um den Budgetvorgaben der National Science Foundation entgegenzukommen, plante Pei zwei Bauabschnitte. Trotz finanzieller Einschränkungen konnte der Architekt konstruktive Besonderheiten wie gestockte Betonoberflächen und die Krähennester in den Turmspitzen realisieren und so den Wunsch des Bauherren nach einer komplexen Anlage umsetzen. Pei lehnte seinen Entwurf an die Cliff Dwellings der Anasazi in Mesa Verde an. Geometrische Grundrisse und Fassaden, gestockte Oberflächen und ein rosa eingefärbter Beton sorgen dafür, dass sich die Gebäude harmonisch in die umgebenden Flatiron-Berge einfügen. Ein labyrinthartiger Grundriss soll die Zusammenarbeit der Wissenschaftler fördern.
Im Jahr 1963 stimmte die NSF Peis Entwurf zu, strich jedoch aus finanziellen Gründen den Südturm und das Konferenzzentrum. Die Bauarbeiten wurden im April 1965 begonnen und im Jahr 1966 abgeschlossen; die Einweihung erfolgte 1967. Obwohl es einige Probleme aufgrund von undichten Dächern und langen Wegen der Mitarbeiter gab, wurde das Gebäude sowohl in wissenschaftlichen als auch in Architektur-Kreisen als Erfolg gesehen, es bleibt bis heute das Hauptlabor der NCAR.
1969 entwarf Pei für dieselbe Stelle das ergänzende Fleischmann Building für die UCAR-Hauptverwaltung. Das Hauptgebäude wurde zunächst 1977 unterirdisch erweitert, um  Platz für die Supercomputer der Institution zu schaffen, dann nochmals 1980 oberirdisch durch einen Anbau.

## Bekannte Wissenschaftler am NCAR
- Simone Tilmes